# الیدو (ایلینوی)
الیدو، ایلینوی (به انگلیسی: Aledo, Illinois) یک شهر در ایالات متحده آمریکا با جمعیت ۳٬۷۰۰ نفر است که در ایلی‌نوی واقع شده‌است.

## موقعیت جغرافیایی
موقعیت جغرافیایی شهرها و مناطق اطراف به شرح زیر است: